# Campionato del mediterraneo di scherma 2020
Il Campionato del mediterraneo di scherma del 2020 ("2020 Mediterranean Fencing Championships") è stato organizzato dalla Confederazione europea di scherma e si è svolto a Tunisi in Tunisia dal 24 al 26 gennaio.
Nella categoria "juniores" del fioretto, si sono aggiudicati i titoli di campione e campionessa del mediterraneo l'italiano Giulio Lombardi, che ha battuto in finale l'iberico Adria Garcia Mur, e l'italiana Arianna Proietti, che ha avuto la meglio sul la turca Alisa Isbir. Nella categoria "cadetti" del fioretto hanno trionfato l'iberico Guma, che ha sconfitto in finale il libanese El Hajj, e la turca Isbir, che ha battuto all'ultimo incontro la tunisina Ayari.
Nella spada il neo-campione e la neo campionessa "juniores" sono stati l'italiano Paolo Santoro, che ha battuto in finale il connazionale Federico Pezzoli, e l'italiana Vittoria Siletti, che ha superato la connazionale Lucrezia Paulis. Nella categoria "cadetti" hanno vinto l'iberico Miguel Angel Chuzon, che ha battuto in finale l'italiano Fabrizio Cuomo, e la turca Aleyna Ertuk, che ha sconfitto l'italiana Vittoria Siletti.
Infine, nella competizione di sciabola della categoria "juniores", hanno trionfato il tunisino Ahmed Ferjani, superando l'iberico Madrigal, e la turca Tugcerana Kaya, che ha sconfitto l'italiana Mariella Viale. Nella sciabola "cadetti" hanno vinto il titolo mediterraneo, l'italiano Leonardo Tocci, che ha sconfitto l'iberico Santiago Madrigal, e l'italiana Mariella Viale, che ha battuto la connazionale Lucia Stefanello.

## Podi

### Juniores

#### Uomini
| Specialità  | Oro                                                           | Argento           | Bronzo                             |
| Individuali |                                                               |                   |                                    |
| Fioretto    | Giulio Lombardi                                               | Adria Garcia Mur  | Federico Colamarco Haroune Hassine |
| Spada       | Paolo Santoro                                                 | Federico Pezzoli  | Alberto Luque Iyad Odeh            |
| Sciabola    | Ahmed Ferjani                                                 | Santiago Madrigal | Asier Olangua Emanallah Hmissi     |
| A squadre   |                                                               |                   |                                    |
| Mista       | Giulio Lombardi Federico Pezzoli Paolo Santoro Leonardo Tocci | -                 | -                                  |

#### Donne
| Specialità  | Oro                                                            | Argento         | Bronzo                             |
| Individuali |                                                                |                 |                                    |
| Fioretto    | Arianna Proietti                                               | Alisa Isbir     | Giorgia Memoli Vittoria Ciampalini |
| Spada       | Vittoria Siletti                                               | Lucrezia Paulis | Aleyna Erturk Claudia Arribas      |
| Sciabola    | Tugce Rana Kaya                                                | Mariella Viale  | Lucia Stefanello Yasmine Daghfous  |
| A squadre   |                                                                |                 |                                    |
| Mista       | Giorgia Memoli Lucrezia Paulis Arianna Proietti Mariella Viale | -               | -                                  |

### Cadetti

#### Uomini
| Specialità  | Oro                 | Argento           | Bronzo                                |
| Individuali |                     |                   |                                       |
| Fioretto    | Arnau Guma          | El Hajj Moustapha | Mohamed Rayane Fenniche Qusai Habboub |
| Spada       | Miguel Angel Chuzon | Fabrizio Cuomo    | Paolo Santoro Iyad Odeh               |
| Sciabola    | Leonardo Tocci      | Santiago Madrigal | Davide Cicchetti Asier Olangua        |

#### Donne
| Specialità  | Oro            | Argento          | Bronzo                                |
| Individuali |                |                  |                                       |
| Fioretto    | Alisa Isbir    | Yasmine Ayari    | Ferdaous Hellara Sofia Tellez Lucero  |
| Spada       | Aleyna Ertuk   | Vittoria Siletti | Lucrezia Paulis Helena Linares Urbina |
| Sciabola    | Mariella Viale | Lucia Stefanello | Alessia Piccoli Tugce Rana Kaya       |

## Medagliere
| Pos.   | Nazione   | Oro | Argento | Bronzo | Totale |
| ------ | --------- | --- | ------- | ------ | ------ |
| 1      | Italia    | 6   | 6       | 8      | 20     |
| 2      | Turchia   | 3   | 1       | 2      | 6      |
| 3      | Spagna    | 2   | 3       | 6      | 11     |
| 4      | Tunisia   | 1   | 1       | 5      | 7      |
| 5      | Libano    | 0   | 1       | 0      | 1      |
| 6      | Giordania | 0   | 0       | 3      | 3      |
| Totale | Totale    | 12  | 12      | 24     | 48     |